# 136 a.C.

## Eventos
- Lúcio Fúrio Filo e Sexto Atílio Serrano, cônsules romanos.
- Oitavo ano da Terceira Guerra Ibérica.
  - Filo assume o comando e leva o cônsul derrotado do ano anterior, Caio Hostílio Mancino, até os numantinos, que se recusam a recebê-lo e exigem o cumprimento do tratado firmado com ele, mas rejeitado pelo Senado Romano.